# Thori
Thori (nep. ठोरी) – gaun wikas samiti w środkowej części Nepalu w strefie Narajani w dystrykcie Parsa. Według nepalskiego spisu powszechnego z 2001 roku liczył on 1265 gospodarstw domowych i 7072 mieszkańców (3495 kobiet i 3577 mężczyzn).